# Sarah Frances Whiting
Sarah Frances Whiting, född 1847, död 1927, var en amerikansk fysiker och astronom. 

## Biografi
Sara Whiting föddes som dotter till läraren Joel Whiting och Elizabeth Comstock. Hon tog examen från  Ingham University i Le Roy i delstaten New York 1865 och undervisade där och på en gymnasieskola i Brooklyn.
Whiting började att studera naturvetenskap och 1876 utnämndes hon till professor i fysik vid Wellesley College i Massachusetts. Hon vidareutbildade sig hos Edward Charles Pickering på Massachusetts Institute of Technology för att kunna undervisa eleverna på det fysiklaboratorium som hon grundade 1878. Två år senare började hon att undervisa i astronomi och en av hennes första elever var den kända astronomen Annie Jump Cannon. År 1895, kort efter Wilhelm Röntgens upptäckt av röntgenstrålningen, tog hon de första röntgenfotografierna i USA.

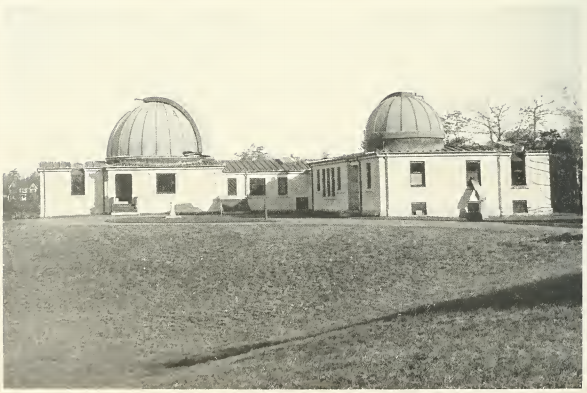
Whitin-observatoriet, 1935.

När Whitin-observatoriet byggdes år 1900 blev hon dess första chef. Det var utrustat med ett teleskop med en spegeldiameter på 30 centimeter och flera spektroskop.
Whitin pensionerade sig 1912 och 1916 lämnade hon tjänsten som chef för observatoriet.

## Utmärkelser
Nedslagskratern Whiting på planeten Venus är uppkallad efter henne.